# Milo Komenich
Milan "Milo" Komenich (Gary, Indiana, 22 de junio de 1920 - Manteca, California,
25 de mayo de 1977) fue un jugador de baloncesto estadounidense que disputó una temporada en la NBA, además de jugar en la NBL y en la NPBL. Con 2,01 metros de estatura, jugaba en la posición de ala-pívot.

## Trayectoria deportiva

### Universidad
Jugó durante tres temporadas con los Cowboys de la Universidad de Wyoming, formando junto al base Kenny Sailors un dúo imparable que les hizo ganar el Torneo de la NCAA en 1943, derrotando dos días después al campeón del NIT, los St. John's Red Storm en un partido benéfico entre los dos campeones de los principales torneos universitarios.

### Profesional
En 1944 fichó por los Fort Wayne Pistons de la NBL, donde en su primera temporada promedió 3,7 puntos por partido. Mediada la temporada siguiente fue traspasado a los Anderson Packers, con los que jugó 4 temporadas en tres ligas diferentes. En 1949 se proclamaría campeón de la NBL, colaborando con 9,5 puntos por partido, el segundo mejor anotador del equipo tras Frank Brian. Al año siguiente cambiarían a la NBA, donde únicamente disputaron una temporada, en la que Komenich promedió 9,9 puntos y 1,9 asistencias por partido.
Y finalmente, en la que sería su última temporada como profesional, jugaría en la NPBL, volviendo a ser uno de los mejores anotadores del equipo con 13,8 puntos por encuentro.

## Estadísticas de su carrera en la NBA

### Temporada regular
| Temporada | Edad | Equipo           | Liga | Pos. | P  | TIT | MIN | TC  | TCA  | %TC  | 3P | 3PA | %3P | TL  | TLA | %TL  | R.OF. | R.DEF. | REB | ASIS | ROB | TAP | PER | FP  | PTS |
| 1949-50   | 29   | Anderson Packers | NBA  |      | 64 |     |     | 3.8 | 13.5 | .283 |    |     |     | 2.3 | 3.9 | .584 |       |        |     | 1.9  |     |     |     | 3.8 | 9.9 |
| Total     |      |                  | NBA  |      | 64 |     |     | 3.8 | 13.5 | .283 |    |     |     | 2.3 | 3.9 | .584 |       |        |     | 1.9  |     |     |     | 3.8 | 9.9 |

### Playoffs
| Temporada | Edad | Equipo           | Liga | Pos. | P | TIT | MIN | TC  | TCA  | %TC  | 3P | 3PA | %3P | TL  | TLA | %TL  | R.OF. | R.DEF. | REB | ASIS | ROB | TAP | PER | FP  | PTS |
| 1949-50   | 29   | Anderson Packers | NBA  |      | 8 |     |     | 3.3 | 13.4 | .243 |    |     |     | 2.0 | 3.5 | .571 |       |        |     | 1.8  |     |     |     | 4.5 | 8.5 |
| Total     |      |                  | NBA  |      | 8 |     |     | 3.3 | 13.4 | .243 |    |     |     | 2.0 | 3.5 | .571 |       |        |     | 1.8  |     |     |     | 4.5 | 8.5 |